# 라이머
라이머(영어: Rhymer, 본명: 김세환, 1977년 5월 13일 ~ )는 대한민국의 힙합 음악가이다. Joe & Rhymer의 멤버로 데뷔, Kross를 거쳐 2003년부터 본격적으로 솔로로 활동을 시작하였다. 현재는 BrandNew Music을 운영하고 있으며, 운동에 관심이 많아, 미국 공인 프라이빗 트레이너 협회인 US PTA의 명예 트레이너로 임명받기도 하였다. Mr. Big Daddy라는 다른 예명을 가지고 있다.

## 생애
중학교 시절 N.W.A를 접하면서 힙합에 빠지게 된 라이머는 1996년 프로젝트 팀으로 데뷔 중이었다가 마침 솔로 앨범 준비 중이었던 프로듀서 Joe와 의기투합하여 Joe & Rhymer를 결성, Cyber Driver라는 앨범을 내는 것으로 공식 데뷔를 하였다. 당시 이 팀은 Joe의 비중이 크고 라이머가 객원 래퍼의 형태를 띠었으며, 이후 세션 담당을 영입하여 4인조로 재정비, 퓨젼 음악 컨셉의 팀 Kross로 탈바꿈하였다. Kross는 2002년 데뷔 앨범을 발표하였으며, 라이머는 팀 활동과 별개로 2001년에는 R.F. Children의 객원 래퍼, 그 외에는 김원준, N-Five, 유승준 등의 앨범에 랩 디렉팅 및 피쳐링으로 활발한 활동을 펼쳤다. Kross의 두 번째 앨범에서는 Joe와 Rhymer의 라인업으로 다시 변경, 좀 더 힙합적인 음악 스타일을 시도하였으며, 《십자군 임오 출사표》 등의 곡으로 활동하였다.
Kross 2집 활동 이후 Joe의 활동은 점점 뜸해진 반면, 라이머는 당시 발매된 2002 대한민국 앨범 수록곡인 유리의 "Go!"의 피쳐링으로 어느 정도 더 많은 활동을 하였다. 거기에 이어 역시 스트라이크 크루로서의 활동도 겸하여, H의 앨범에 랩 피쳐링, 작사, 엔지니어링 등의 작업을 하였다. 그가 본격적으로 알려지기 시작한 것은 이효리 첫 번째 앨범의 수록곡인 Hey Girl의 방송용 버전에 (앨범 수록 버전은 UMC가 피쳐링) 피쳐링하여 이효리와 함께 무대에 서기 시작하면서부터였다.
2005년에 《생방송 TV연예》의 고정 패널로 활동하면서 더 인지도를 쌓은 그는, 그해 IC Entertainment라는 레이블을 세웠고, 이는 후에 Brand New Production으로 재정비되면서 본격적인 활동을 시작하였다. 그는 과거 클레오 멤버였던 채은정을 솔로 데뷔시킨 것 이외에, Keeproots 등 실력파 힙합 음악가들을 영입하여 매니아들의 기대를 불러일으켰다. 2006년에는 그동안 온라인 게임 OST로 참여한 곡들을 모아 디지털 싱글로 냈으며, 2007년 4월에 비로소 첫 정식 앨범을 냈다.
2009년 4월에는 작곡가 김건우와 함께 힙합 컴필레이션 앨범《Blue Brand》을 프로듀싱하였으며, 동시에 ETN 프로그램 체인지업의 진행자를 맡았다. 2009년 9월에는 조PD와 손을 잡고 BrandNew Stardom이라는 새로운 레이블을 출범하였다. 이후 그는 자신의 활동보다는 후배 가수들의 활동을 서포트하는 데 주력했으며, 2011년 중순에 자신의 레이블 Brand New Music을 설립하고 브랜뉴 스타덤에서 독립해나왔다. 현재 그는 Brand New Music의 C.E.O.로써 운영 및 후배 양성을 맡고 있어 그의 랩은 한동안 들을 수 없었으나, 2012년 12월 발표된 Brand New Music의 단체 싱글에 랩으로 오랜만에 참여하였다.
대표곡: 강남 김세 이야기, 그녀가 없다, Alright, My Way, 무슨 말이 필요해

## 디스코그래피
- 2006년 디지털 싱글 `게임 음악`
- 2007년 정규 앨범 Brand New Rhymer
- 2007년 디지털 싱글 Alright
- 2008년 EP Brand New Life
- 2009년 디지털 싱글 `무슨 말이 필요해`
- 2009년 디지털 싱글 Change Up
- 2009년 디지털 싱글 `세상에 눈이 내리면`

## 방송 활동
- 2001년 KMTV “마이클, 라이머의 쌩쇼” VJ
- 2002년 KMTV “Da Street” VJ
- 2004년 MTV 코리아 “In da House” 메인 MC
- 2005년 SBS 생방송 한밤의 TV연예 고정 패널 및 리포터
- 2008년 KBS 2TV 미녀들의 수다 고정 패널
- 2009년 ETN 체인지업 진행자
- 2012년 MBC 뮤직 작곡왕 패널
- 2014년 Mnet “No Mercy“ 심사위원
- 2017년 SBS DJ쇼 트라이앵글 DJ 및 프로듀서
- 2019년 tvN 놀라운토요일 87회 게스트
- 2020년 tvN 놀라운토요일 123회 게스트
- 2021년 SBS 정글의법칙
- 2021년 SBS 《미운 우리 새끼》  272회(오민석 편)
- 2021년 tvN 놀라운토요일 160회 게스트
- 2022년 MBC 《황금어장 라디오스타》 720회 게스트
- 2022년 tvN 《우리들의 차차차》 고정 멤버
- 2023년 SBS 《꼬리에 꼬리를 무는 그날 이야기》66, 81회 게스트
- 2023년 tvN 놀라운토요일 267회 게스트

## 수상 목록
- 2019년 제3회 소리바다 베스트 케이뮤직 어워즈 프로듀서상

## 가족 관계
- 전 배우자 : 안현모 (1983년 3월 28일 ~ )[2017년 결혼~2023년 이혼]
- 자녀 : 없음